# Garganus albidivittis
Garganus albidivittis är en insektsart som beskrevs av Carl Stål 1862. Garganus albidivittis ingår i släktet Garganus och familjen ängsskinnbaggar. Inga underarter finns listade i Catalogue of Life.